# 2013-as hevesi földrengés
A hevesi földrengés 2013. április 23-án 00:28-kor, 10 km-es mélységben pattant ki. Az automata mérőrendszer szerint az erőssége 4,7 volt a Richter-skálán, azonban több forrás is a 4,8-as erősséget hirdette. A rengést nem csak Hevesen, de a közeli településeken és Budapesten is érezték.
A károk jelentős része Tenken következett be: falrepedések, vakolathullások, tetőről leesett cserepek. A rengés jeleire többen felébredtek, az ébren lévők még Budapesten is mozgó bútorokról és csörömpölő berendezési tárgyakról beszéltek.
Április 24-én reggel 5:39-kor 2,5-es erősségű utórengést mértek Erdőtelek közelében, június 4-ére virradó éjjel pedig 2,3-as erősségűt Heves település közelében.